# Microsoft Access
Microsoft Access, thường gọi tắt là MS Access hoặc đơn giản là Access, là một phần mềm quản lý cơ sở dữ liệu quan hệ do hãng Microsoft giữ bản quyền. Access thường được đóng gói cùng các phần mềm khác trong bộ Microsoft Office và được sử dụng rộng rãi trong các máy tính cài hệ điều hành Windows.

## Khái quát
Các file Microsoft Access thường có phần mở rộng (đuôi) là mdb hay mdbx (nếu là MS Access 2007). Ngoài ra cũng còn có dạng khác. Biểu tượng của chương trình Access là một chiếc chìa khóa (2007), đến bản 2016 thì biểu tượng thành hình chữ A.
Giao diện người sử dụng của Access bao gồm một loạt cửa sổ mở ra bên trong cửa sổ chính Access. Công cụ quản lý cơ sở dữ liệu của Access bao gồm các Tables (bảng), Queries (truy vấn, tìm kiếm), Forms (mẫu), Reports (báo cáo), Macro (các macro lệnh), Modules (các khai báo, thư viện chương trình con). Mỗi một đối tượng trên sẽ được hiện ra trong một cửa số riêng.
Tables là công cụ xây dựng cơ sở dữ liệu trong Access. Đây là đối tượng cơ bản. Mỗi bảng gồm tên bảng, trường dữ liệu (field) nhận các giá trị khác nhau (như text, number, v.v...), bản ghi (records), trường khóa (primary key). Giữa các table có liên hệ với nhau.
Queries là một công cụ quan trong khác. Đây là công cụ xử lý dữ liệu trong Access. Có bảy loại queries tương ứng với bảy loại xử lý dữ liệu mà Access có thể thực hiện. Đó là:
- Select Queries: dùng để trích, lọc, kết xuất dữ liệu.
- Total Queries: dùng để tổng hợp dữ liệu.
- Crosstab Queries: dùng để tổng hợp dữ liệu theo tiêu đề dòng và cột dữ liệu
- Maketables Queries: dùng để lưu kết quả truy vấn, tìm kiếm ra bảng phục vụ công tác lưu trữ lâu dài.
- Delete Queries: dùng để loại bỏ các dữ liệu hết hạn.
- Update Queries: dùng để cập nhật dữ liệu.
- Ngoài ra còn có Append Queries.

## Các phiên bản
| Phiên bản             | Số hiệu phiên bản | Ngày ra mắt          | Phiên bản Jet | Hệ điều hành hỗ trợ | Phiên bản bộ Office                                                  |
| --------------------- | ----------------- | -------------------- | ------------- | --- | -------------------------------------------------------------------- |
| Access 1.0            | 1.0               | 1992                 | 1.0           | Windows 3.0 |                                                                      |
| Access 1.1            | 1.1               | 1993                 | 1.1           | Windows 3.1x |                                                                      |
| Access 2.0            | 2.0               | 1994                 | 2.0           | Windows 3.1x | Office 4.3 Pro                                                       |
| Access for Windows 95 | 7.0               | 24 tháng 8 năm 1995  | 3.0           | Windows 95 | Office 95 Professional                                               |
| Access 97             | 8.0               | 16 tháng 1 năm 1997  | 3.5           | Windows 95, Windows NT 3.51 SP5, Windows NT 4.0 SP2 | Office 97 Professional và Developer                                  |
| Access 2000           | 9.0               | 7 tháng 6 năm 1999   | 4.0 SP1       | Windows 95, Windows NT 4.0, Windows 98, Windows 2000 | Office 2000 Professional, Premium và Developer                       |
| Access 2002           | 10.0              | 31 tháng 5 2001      | 4.0 SP1       | Windows NT 4.0 SP6, Windows 98, Windows 2000, Windows Me | Office XP Professional và Developer                                  |
| Access 2003           | 11.0              | 27 tháng 11 năm 2003 | 4.0 SP1       | Windows 2000 SP3 hoặc mới hơn, Windows XP, Windows Vista, Windows 7 | Office 2003 Professional và Professional Enterprise                  |
| Access 2007           | 12.0              | 27 tháng 1 năm 2007  | 12            | Windows XP SP2, Windows Server 2003 SP1, hoặc mới hơn | Office 2007 Professional, Professional Plus, Ultimate và Enterprise  |
| Access 2010           | 14.0              | 15 tháng 7 năm 2010  | 14            | Windows XP SP3, Windows Server 2003 SP2, Windows Server 2003 R2, Windows Vista SP1, Windows Server 2008, Windows 7, Windows Server 2008 R2, Windows Server 2012, Windows 8 hoặc mới hơn | Office 2010 Professional, Professional Academic và Professional Plus |
| Access 2013           | 15.0              | 29 tháng 1 năm 2013  | 15            | Windows 7, Windows Server 2008 R2, Windows Server 2012, Windows 8, Windows 10 hoặc mới hơn                                                                                              | Office 2013 Professional và Professional Plus                        |
| Access 2016           | 16.0              | 22 tháng 9 năm 2015  | 16            | Windows 7, Windows 8, Windows 8.1, Windows 10 hoặc mới hơn | Office 2016 Professional và Professional Plus                        |
| Access 2019           | 16.0              | 24 tháng 9 năm 2018  | 16            | Windows 10 , Windows 11 | Office 2019 Professional và Professional Plus                        |
| Access 2021           | 17.0              | 05 tháng 10 năm 2021 | 17            | Windows 10 , Windows 11 | Office 2021 professional và professional plus                        |

Không có Access phiên bản sau 2.0 trước 7.0 vì Office 95 đã được ra mắt với Word 7. Tất cả sản phẩm thuộc Office 95 đều có OLE 2, và Access 7 tương thích với Word 7.
Không có phiên bản 13.